# Société gouvernementale des chemins de fer japonais
 (mai 2025).
Si vous disposez d'ouvrages ou d'articles de référence ou si vous connaissez des sites web de qualité traitant du thème abordé ici, merci de compléter l'article en donnant les références utiles à sa vérifiabilité et en les liant à la section « Notes et références ».
La société gouvernementale des chemins de fer japonais (ou anglais Japanese Government Railways, « chemins de fer gouvernementaux japonais »), ou Ministère des chemins de fer (鉄道省, Tetsudō-shō), ou chemins de fer du gouvernement impérial, était la compagnie nationale du transport ferroviaire du Japon de 1872 à 1949. Elle était directement dirigée par le gouvernement japonais. C'est l'ancêtre des chemins de fer nationaux japonais et du groupe ferroviaire japonais.

## Nom
La dénomination de « chemins de fer gouvernementaux japonais » était celle utilisée par le ministère japonais des Chemins de fer (鉄道省, Tetsudōshō) (créé en 1920) pour désigner ses propres "lignes ministérielles" (省線, shōsen) et parfois le ministère lui-même en tant qu'opérateur ferroviaire. La dénomination de « chemins de fer gouvernementaux impériaux » était utilisée avant la création du ministère. 

## Réseau
À la fin de la Seconde Guerre mondiale en 1945, la société des chemins de fer gouvernementaux japonais opérait sur les principales îles du Japon (Honshū, Hokkaidō, Kyūshū, Shikoku et Karafuto). Les chemins de fer de Taïwan et de Corée était contrôlés par les gouvernements locaux et ne faisaient pas partie de la société.
| Année                                    | Distance en miles jusqu'en 1930 quand le groupe adopta le système métrique | Distance en miles jusqu'en 1930 quand le groupe adopta le système métrique |
| Année                                    | mi                                                                         | km                                                                         |
| ---------------------------------------- | -------------------------------------------------------------------------- | -------------------------------------------------------------------------- |
| 1881                                     | 76,3131                                                                    | 122,8140                                                                   |
| 1891                                     | 551,22                                                                     | 887,10                                                                     |
| 1901                                     | 822,49                                                                     | 1 323,67                                                                   |
| 1906-07: Nationalisation du réseau ferré |                                                                            |                                                                            |
| 1911                                     | 4 870,6                                                                    | 7 838,5                                                                    |
| 1921                                     | 6 484,7                                                                    | 10 436,1                                                                   |
| 1931                                     | 9 056,4                                                                    | 14 574,9                                                                   |
| 1941                                     | 11 433,2                                                                   | 18 400                                                                     |

Alors que le groupe était la seule société ferroviaire active, des groupes privés furent créés à la suite de la nationalisation du réseau ferré en 1906-07.
L'écartement des rails du groupe était de 1,067 mm avec quelques exceptions à 762 mm.

## Histoire

Le symbole des chemins de fer gouvernementaux ("工") est le kanji qui désignait le ministère de l'Industrie.

La première ligne de chemin de fer fut ouverte par le gouvernement en 1872. Le réseau fut ensuite largement développée à la suite de la loi sur la nationalisation des chemins de fer de 1906. En 1920, le ministère des Chemins de fer fut créé.
En 1949, le groupe fut réorganisé et devint une société publique appelée société des chemins de fer nationaux japonais.

### Chronologie
- 12 juin 1872 - Ouverture provisoire de la ligne Tokyo-Yokohama (gare de Shinagawa - gare de Yokohama)
- 14 octobre 1872 - Ouverture officielle de la ligne Tokyo-Yokohama (cérémonie aux gares de Shimbashi et de Yokohama)
- 1er octobre 1907 - Achèvement de la nationalisation de 17 lignes à la suite de la loi sur la nationalisation des chemins de fer
- 20 décembre 1914 - Ouverture de la gare de Tokyo
- 1er novembre 1925 - Inauguration de la ligne Yamanote
- 1er avril 1943 - Inclusion des lignes de la préfecture de Karafuto dans le réseau national
- 1er février 1946 - Exclusion officielle des lignes de Karafuto occupé par les Soviétiques
- 1er juin 1949 - Mise en place des chemins de fer nationaux japonais, et donc fin des chemins de fer gouvernementaux
- 1er avril 1987 - Privatisation des chemins de fer nationaux, établissement de sept autres sociétés ferroviaires privées

### Opérateurs historiques de la société des chemins de fer gouvernementaux japonais
Avant l'établissement des chemins de fer nationaux japonais le 1er juin 1949, les chemins de fer gouvernementaux étaient dirigés par différentes agences gouvernementales. Le tableau ci-dessous montre les opérateurs historiques du groupe. Les noms traduits des ministères ne sont pas officiels. 
| Date d' établissement | Ministère                                                                      | Département                                        | Note                                                                            |
| --------------------- | ------------------------------------------------------------------------------ | -------------------------------------------------- | ------------------------------------------------------------------------------- |
| 19 avril 1870         | Ministère des Finances et des Affaires civiles (民部大蔵省, Minbu-Ōkura-shō)   | 鉄道掛 (Tetsudō-gakari)                            | Seulement chargé de la construction                                             |
| 6 août 1870           | Ministère des Affaires civiles (民部省, Minbu-shō)                             | 鉄道掛 (Tetsudō-gakari)                            | Seulement chargé de la construction                                             |
| 12 décembre 1870      | Ministères de l'Industrie (工部省, Kōbu-shō)                                   | 鉄道掛 (Tetsudō-gakari)                            | Seulement chargé de la construction                                             |
| 28 septembre 1871     | Ministères de l'Industrie (工部省, Kōbu-shō)                                   | 鉄道寮 (Tetsudō-ryō)                               | Première ligne de chemins de fer ouverte en 1872.                               |
| 11 janvier 1877       | Ministères de l'Industrie (工部省, Kōbu-shō)                                   | 鉄道局 (Tetsudō-kyoku)                             |                                                                                 |
| 22 décembre 1885      | Cabinet (内閣, Naikaku)                                                        | 鉄道局 (Tetsudō-kyoku)                             |                                                                                 |
| 6 septembre 1890      | Ministère des Affaires intérieures (内務省, Naimu-shō)                         | 鉄道庁 (Tetsudō-chō)                               |                                                                                 |
| 21 juillet 1892       | Ministère des Communications (逓信省, Teishin-shō)                             | 鉄道庁 (Tetsudō-chō)                               |                                                                                 |
| 10 novembre 1893      | Ministère des Communications (逓信省, Teishin-shō)                             | 鉄道局 (Tetsudō-kyoku)                             |                                                                                 |
| 18 août 1897          | Ministère des Communications (逓信省, Teishin-shō)                             | 鉄道作業局 (Tetsudō-sagyō-kyoku)                   | Tetsudō-kyoku devint un corps administratif pour le réseau privé jusqu'en 1908. |
| 1er avril 1907        | Ministère des Communications (逓信省, Teishin-shō)                             | 帝国鉄道庁 (Teikoku-Tetsudō-chō)                   | Tetsudō-kyoku devint un corps administratif pour le réseau privé jusqu'en 1908. |
| 1908-12-05            | Cabinet (内閣, Naikaku)                                                        | 鉄道院 (Tetsudō-in)                                | Les chemins de fer gouvernementaux furent communément appelés In-sen (院線).    |
| 15 mai 1920           | Ministère des Chemins de fer (鉄道省, Tetsudō-shō)                             | Ministère des Chemins de fer (鉄道省, Tetsudō-shō) | Les chemins de fer gouvernementaux furent communément appelés Shō-sen (省線).   |
| 1943-11-01            | Ministère des Transports et des Communications (運輸通信省, Un'yu-Tsūshin-shō) | 鉄道総局 (Tetsudō-sōkyoku)                         | Les chemins de fer gouvernementaux furent communément appelés Shō-sen (省線).   |
| 1945-05-19            | Ministère des Transports (運輸省, Un'yu-shō)                                   | 鉄道総局 (Tetsudō-sōkyoku)                         | Les chemins de fer gouvernementaux furent communément appelés Shō-sen (省線).   |

## Promotion touristique
L'un des rôles des chemins de fer gouvernementaux japonais était d'attirer les touristes étrangers au Japon. En 1930, le gouvernement créa le conseil de l'industrie touristique (国際観光局, Kokusai Kankō Kyoku) au sein du ministère des Chemins de fer. Le conseil imprimait et distribuait des affiches et des guides en anglais à l'étranger et encourageait la création d'hôtels au Japon. Le conseil fut dissous en 1942 après le déclenchement de la guerre du Pacifique en 1942.

## Personnalités liées à la société
- Inoue Masaru - Chef des chemins de fer gouvernementaux de 1871 à 1893
- Hirai Seijirō - Chef des chemins de fer gouvernementaux de 1904 à 1908
- Shimpei Gotō - Chef des chemins de fer gouvernementaux de 1908 à 1911
- Tokonami Takejirō - Chef des chemins de fer gouvernementaux dans les années 1920 et au début des années 1930
- Eisaku Satō  (premier ministre du Japon dans les années 1960) - fonctionnaire ferroviaire de 1924 à 1948